# 영암 월곡리 마애여래좌상
영암 월곡리 마애여래좌상(靈岩 月谷里 磨崖如來坐像)은 대한민국 전라남도 영암군 군서면 월곡리에 있는 마애불이다. 1987년 6월 1일 전라남도의 유형문화재 제149호로 지정되었다.

## 개요
이 마애불은 30m의 높은 바위에 새겨진 고려시대의 불상이다. 머리는 민머리인 소발(素髮)이며, 낮은 육계(肉髻 : 불상의 정수리에 상투처럼 돌기한 혹), 각이 진 얼굴에 눈 · 코 · 귀 · 입이 다소 형식화된 점과 경직된 몸체는 시대적인 특징을 잘 보여주고 있다. 법의(法衣)는 우견편단(右肩偏袒)인데 왼쪽 어깨에서 한번 겹쳐서 어깨너머로 넘어갔으며, 오른쪽 어깨는 노출되었고 옷 주름은 간략하게 표현되었다. 손 모양은 항마촉지인(降魔觸地印)이며, 결가부좌(結跏趺坐)한 다리와 발은 과장되게 표현되었다. 광배는 배 모양으로 불꽃무늬를 새겼으며, 낮은 좌대에도 연꽃무늬를 형식적으로 표현하였다. 높이는 5.9m이다.
이처럼 경직된 얼굴 표정과 형식화된 몸체를 묘사한 마애불상은 인근에 있는 월출산 마애불좌상(국보 제144호)과 함께 당시 유행하던 커다란 돌 불상의 형식을 따르고 있어 이 지방 불상양식의 흐름을 잘 보여주고 있는 중요한 자료이다.

## 같이 보기
- 영암 월출산 마애여래좌상(국보 제144호)

## 참고 자료
- 영암월곡리마애여래좌상 - 국가유산청 국가유산포털